# Chelles (Oise)
Pour les articles homonymes, voir Chelles (homonymie).
Chelles est une commune française située dans le département de l'Oise, en région Hauts-de-France.
Chelles a eu sur son territoire une maison royale carolingienne, le palais du Chesne (Palatium Casnum) aux IXe et Xe siècles, sise sur la plaine du Chêne-Herbelot entre Bérogne et Pierrefonds.
Elle dispose d'un patrimoine naturel et d('une biodiversité remarquable et est concernée par trois ZNIEFF.

## Géographie

### Description
Chelles est un village périurbain du Soissonnais dans l'Oise, limitrophe de l'Aisne, situé  entre deux massifs forestiers : la forêt de Retz au sud et la forêt de Compiègne à l'ouest, et à 17 km au sud-est de Compiègne, 21 km à l'ouest de Soissons, 45 km au nord de Meaux et 51 km au sud-ouest de Laon.
Le territoire (908 hectares), à peu près rectangulaire, s'étend à l'est et à l'ouest du vallon de la petite rivière de Vandy depuis le point ou la rivière de ce nom reçoit le ru de Hautefontaine, jusqu'à la limite du département de l'Aisne.
La commune se trouve dans l'aire d'attraction de Compiègne ainsi que dans sa zone d'emploi et dans son bassin de vie.

### Communes limitrophes
Les communes limitrophes sont Mortefontaine, Retheuil, Croutoy, Hautefontaine et Saint-Étienne-Roilaye.
|                       | Croutoy | Hautefontaine       |
| Saint-Étienne-Roilaye | Chelles |                     |
| Retheuil Aisne        |         | Mortefontaine Aisne |

### Hydrographie

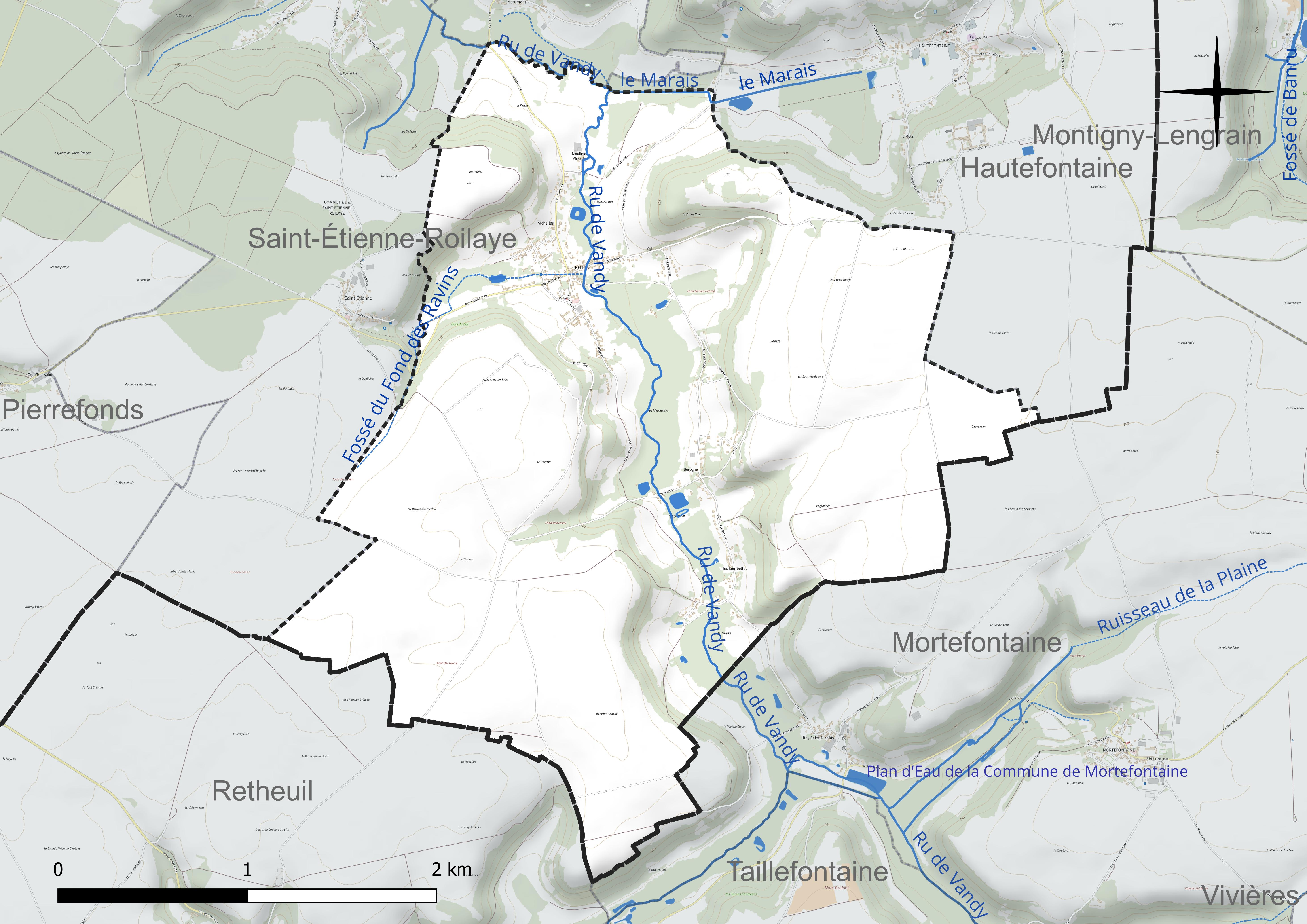
Réseau hydrographique de Chelles.

La commune est située dans le bassin Seine-Normandie. Elle est drainée par le ru de Vandy, le fossé du Fond des Ravins et le Marais,,.
Le Ru de Vandy, d'une longueur de 16 km, prend sa source dans la commune de Vivières et se jette dans l'Aisne à Cuise-la-Motte, après avoir traversé sept communes.

### Climat
Pour des articles plus généraux, voir Climat des Hauts-de-France et Climat de l'Oise.
En 2010, le climat de la commune est de type climat océanique dégradé des plaines du Centre et du Nord, selon une étude du CNRS s'appuyant sur une série de données couvrant la période 1971-2000. En 2020, Météo-France publie une typologie des climats de la France métropolitaine dans laquelle la commune est exposée à un climat océanique altéré et est dans la région climatique Nord-est du bassin Parisien, caractérisée par un ensoleillement médiocre, une pluviométrie moyenne régulièrement répartie au cours de l'année et un hiver froid (3 °C).
Pour la période 1971-2000, la température annuelle moyenne est de 10,7 °C, avec une amplitude thermique annuelle de 14,9 °C. Le cumul annuel moyen de précipitations est de 713 mm, avec 11,4 jours de précipitations en janvier et 8,2 jours en juillet. Pour la période 1991-2020, la température moyenne annuelle observée sur la station météorologique la plus proche, située sur la commune de Margny-lès-Compiègne à 17 km à vol d'oiseau, est de 11,2 °C et le cumul annuel moyen de précipitations est de 633,5 mm,. Pour l'avenir, les paramètres climatiques de la commune estimés pour 2050 selon différents scénarios d'émission de gaz à effet de serre sont consultables sur un site dédié publié par Météo-France en novembre 2022.

### Milieux naturels et biodiversité
Chelles se situe dans une configuration écologique sensible et assez remarquable :
- zone de passage entre deux grands massifs forestiers caractéristiques du bassin parisien, la forêt de Compiègne et la forêt de Retz
- couloir de zone humide connecté à la vallée de l'Aisne.

qui génère une richesse remarquable de sa végétation, avec :
- végétation forestière calcicole : de type « chênaie - charmaie — frênaies et de hêtraie présente au nord-ouest du territoire communal, dans le massif de ta Forêt domaniale de Compiègne ;
- végétation de type « forêt hygrophile », autour du Ru du Vandy, marquée par la présence de frênes, de peupliers. d'aulnes, associés a une végétation naturels caractéristique : joncs. prêles, carex....
- boisement de pente neutrophile : chênaie charmaie avec quelques zones plus humides (site a Carex pendula...) dans les cavées ;
- espaces agricoles : espaces de monoculture en openfield présentant des cultures monospécifiques (céréales) sur les espaces non inondables, et espaces de prairies pour les zones plus humides. ponctués par des saules et des peupfiers.

La commune est concernée par trois ZNIEFF :
- ZNIEFF type I du coteau de la Roche Polet (no régional 60301109) ;
- ZNIEFF type I en limite communale du massif forestier de Compiègne (no régional 60301101) ;
- ZNIEFF type I du coteau de Retheuil, Vivières et Mortefontaine (no régional 02S01127) ;

ainsi que par te classement en zone importante pour la conservation des oiseaux (ZICO) des forêts de Compiègne Laigue. Ourscarnps. qui s'étend sur le nord-ouest du territoire communal.

## Urbanisme

### Typologie
Au 1er janvier 2024, Chelles est catégorisée commune rurale à habitat dispersé, selon la nouvelle grille communale de densité à sept niveaux définie par l'Insee en 2022.
Elle est située hors unité urbaine. Par ailleurs la commune fait partie de l'aire d'attraction de Compiègne, dont elle est une commune de la couronne,. Cette aire, qui regroupe 101 communes, est catégorisée dans les aires de 50 000 à moins de 200 000 habitants,.

### Occupation des sols

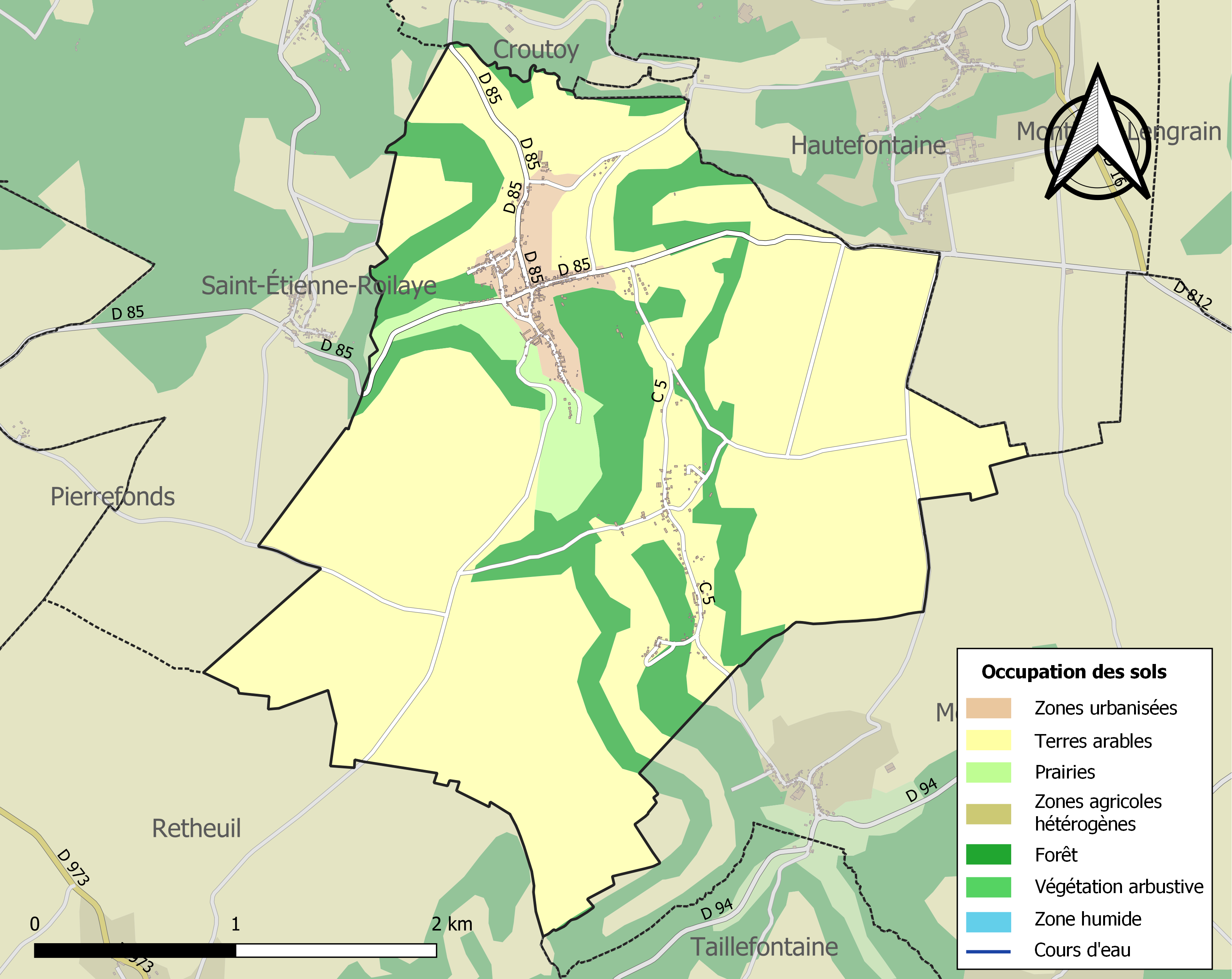
Carte des infrastructures et de l'occupation des sols de la commune en 2018 (CLC).

L'occupation des sols de la commune, telle qu'elle ressort de la base de données européenne d'occupation biophysique des sols Corine Land Cover (CLC), est marquée par l'importance des territoires agricoles (77,9 % en 2018), en augmentation par rapport à 1990 (77 %). 
La répartition détaillée en 2018 est la suivante : terres arables (74,3 %), forêts (18,9 %), prairies (3,6 %), zones urbanisées (3,2 %). 
L'évolution de l'occupation des sols de la commune et de ses infrastructures peut être observée sur les différentes représentations cartographiques du territoire : la carte de Cassini (XVIIIe siècle), la carte d'état-major (1820-1866) et les cartes ou photos aériennes de l'IGN pour la période actuelle (1950 à aujourd'hui).

### Morphologie du village
Le chef-lieu est placé dans la vallée, un peu vers le nord, sur l'ancienne voie romaine de Senlis à Soissons dite chaussée Brunehaut. Une section nommée Vichelles, ancien hameau, est réunie au corps du village par des constructions intermédiaires depuis le Moyen Âge.

### Lieux-dits, hameaux et écarts
Le hameau de Bérogne est dans la vallée au sud de Chelles. Quelques maisons encore plus au sud forment un écart appelé les Bourbettes.

### Habitat et logement
En 2022, le nombre total de logements dans la commune était de 238, alors qu'il était de 239 en 2016 et de 228 en 2011. 
Parmi ces logements, 76,4 % étaient des résidences principales, 17,3 % des résidences secondaires et 6,3 % des logements vacants. Ces logements étaient  tous des maisons individuelles. 
Le tableau ci-dessous présente la typologie des logements à Chelles en 2022 en comparaison avec celle de l'Oise et de la France entière. Une caractéristique marquante du parc de logements est ainsi une proportion de résidences secondaires et logements occasionnels (17,3 %) supérieure à celle du département (2,4 %) et à celle de la France entière (9,7 %). 
| Typologie                                               | Chelles | Oise | France entière |
| ------------------------------------------------------- | ------- | ---- | -------------- |
| Résidences principales (en %)                           | 76,4    | 90,5 | 82,3           |
| Résidences secondaires et logements occasionnels (en %) | 17,3    | 2,4  | 9,7            |
| Logements vacants (en %)                                | 6,3     | 7    | 8              |

### Voies de communication et transports
Le sentier de grande randonnée GR 12 « Ile de France — Ardennes » et le GR E3 passent dans le village.
Les stations de chemin de fer les plus proches sont la gare de Crépy-en-Valois (15 km), la gare de Villers-Cotterêts (16 km) et la gare de Compiègne Corteiègne (22 km), desservies par des trains TER Hauts-de-France, qui effectuent, pour les deux premières, des missions entre les gares de Paris-Nord et de Laon ainsi qu'entre celles de Crépy-en-Valois et de Laon, et pour la dernière, par des trains TER Hauts-de-France qui effectuent des missions entre les gares : de Paris-Nord et de Saint-Quentin ou Compiègne ; de Compiègne et de Saint-Quentin ; de Compiègne et d'Amiens.
La commune est desservie, en 2023, par les lignes 6302 et 6325 du réseau interurbain de l'Oise.

## Toponymie
La localité a été dénommée Cala (vers 1030) ; Chala (vers 1030) ; Kala (1098) ; Paganus de Chala (vers 1100) ; Paganus de Cala (1102) ; in vila Kala (vers 1110) ; Johannes de Cala (vers 1112) ; apud Chielle (vers 1200) ; Chielles (1201) ; Chiele (1201) ; Scala (1240) ; Cella (1240) ; Chele (1302) ; Chielles-lez-pierrefons (1533) ; Chelles (1540) ; Chelles lès Pierrefonds (1592) ; Chelle (XIXe).
Nom issu du bas latin cala, « abri sous roche, maison, habitation, chalet », issu du gaulois, lui-même d'origine pré-indo-européenne *kal.

## Histoire

### Moyen Âge

#### Chelles
(octobre 2013).
Chelles était situé à l'époque gauloise dans un vaste district sacré du nom de Medelanum qui englobait aussi Saint-Étienne et le site antique dit « Vile des Gaules ». Un ancien chemin est aménagé en voie romaine qui relie la « Vile des Gaules » à Senlis en passant par Champlieu, et qui fait partie du réseau des Chaussées Brunehaut. Le vicus-sanctuaire est abandonné vers la fin du IVe siècle,.
Les Francs occupent la région et implantent un de leurs grands cimetières sur le terroir de Chelles dès le début du VIe siècle, au lieu-dit « Le Champ des Sarrazins », le long de la Chaussée Brunehault, découvert au XVIe siècle et qui a fait l'objet de fouilles archéologiques sous le Second Empire. Plus de 7 000 individus y ont été exhumés. De nombreuses monnaies gauloises et des monnaies en bronze romaines des empereurs Marc Aurèle, de Faustin, de Gallien, de Claude II le Gothique, de Constantin, de Valentinien ont été déterrées
Aux époques carolingiennes et mérovingiennes, une villa royale dénommée « le Palais de Chesne » y est édifiée sur le plateau entre Bérogne et Pierrefonds (Palatium Casnum), qui est plusieurs fois le séjour des premiers rois francs jusqu'à sa destruction lors des invasions normandes du Xe siècle. C'est d'ailleurs à la suite de la destruction de cette villa royale par les Normands au Xe siècle qu'est construit le premier château de Pierrefonds, siège de la plus grande châtellenie du Valois et l'une des plus importantes de tout le royaume au cours des règnes des premiers rois capétiens aux XIe et XIIe siècles.
Une légende locale prétendait que le roi Chilpéric avait été inhumé à Chelles, mais aucune des tombes mises au jour ne pouvait être considérée comme une sépulture royale. En réalité Chilpéric fut assassiné à Chelles en Seine-et-Marne.
Dès le haut Moyen Âge, vers le VIe ou VIIe siècle, l'église possède la suzeraineté du lieu. En effet, dès qu'il est permis de doter les églises, un seigneur de Chelles donne à l'église du lieu la plupart des biens qu'il possédait. Ces biens deviennent propriété du chapitre de la cathédrale de Soissons. Par la suite, c'est cette dernière qui procédait à la nomination du curé de la paroisse de Chelles.
L'histoire du duché de Valois rédigé par Claude Carlier en 1764 nous apprend que les chanoines mettent dès le IXe siècle leur terre sous la surveillance d'un noble auquel ils donnent un domaine sis à Chelles même, à titre de « garde » ou « sauvement ». Mais dès le  Xe siècle, cette protection étant devenue insuffisante, le chapitre a recours au seigneur de Pierrefonds, lui demandant un chevalier qui serait chargé de la défense du pays, et en faveur duquel on instituerait un domaine avec le titre de  vicomté. Le châtelain de Pierrefonds accepte l'offre pour lui-même. Ainsi le « Sauvement » et la « Vicomté » constituèrent deux fiefs distincts, longtemps héréditaires et qui retournent au  XIe siècle au chapitre de Soissons.
Bérold, héritier du Sauvement est élu évêque de Soissons, et cède à son clergé son droit de sauvement avant sa mort en 1052.
Les rois de France ont alors droit de gîte en ce lieu. En septembre 1155, le roi Louis VII le Jeune affranchit les hommes de Chelles qui dépendaient de lui et en 1156 abandonne son droit de gîte à Chelles en faveur du chapitre cathédral.
En 1275, les officiers du roi ayant émis des prétentions sur la justice de Chelles, les chanoines de Soissons obtiennent du Parlement de Paris un arrêt qui les confirme dans leurs droits de haute, moyenne et basse justice sur les vassaux du domaine.
Au XIVe et début du XVe siècle la contrée est ravagée par la guerre de Cent Ans, notamment par les Bourguignons punissant ainsi les habitants de leur fidélité au pouvoir royal.
Le château de Chelles, qui était situé vis-à-vis de l'église, est démoli en 1770. Il n'en reste qu'une seule tour cylindrique à toit conique en pierre, à fenêtres étroites divisées par un meneau transverse. On devine un porche de style gothique sur l'ancien mur de ce manoir féodal. Cette construction (en fait deuxième château de Chelles) date probablement de la fin du XVe siècle.

#### Bérogne
Bérogne (Béronne aux XIIe et XIIIe siècles), tout en faisant partie de la paroisse de Chelles, est une seigneurie distincte soumise à la coutume de Valois tandis que Chelles est de la coutume de Senlis. Les seigneurs de Berogne sont les intendants ou gouverneurs de la maison royale du Palais du Chesne. Le premier château de Pierrefonds est construit sous l'autorité de Oger de Bérogne durant le Xe siècle.
Durant la guerre de Cent Ans, Bérogne est détruite par les Bourguignons et les Anglais, entre 1410 et 1415. Beaucoup d'habitants s'installent alors à Pierrefonds. Dans les ruines de la chapelle dédiée à saint Sulpice et abandonnée au XVIIIe siècle, des sarcophages d'origine franque ont été retrouvés en 1803.
Avant la Révolution française, Chelles faisait partie du diocèse de Soissons et du doyenné de Vivières, du bailliage de Villers-Cotterêts (anciennement celui de Pierrefonds), et de l'élection de Crépy généralité de Soissons.

### Époque contemporaine

#### Première Guerre mondiale
Chelles a été décorée de la Croix de guerre 1914-1918 le 21 février 1921.

## Politique et administration

### Rattachements administratifs et électoraux

#### Rattachements administratifs
La commune se trouve depuis 1926 dans l'arrondissement de Compiègne du département de l'Oise.
Elle faisait partie en 1793 du canton de Pierrefonds, supprimé le 23 vendémiaire an X (15 octobre 1801), et la commune intègre alors le canton d'Attichy. Dans le cadre du redécoupage cantonal de 2014 en France, cette circonscription administrative territoriale a disparu, et le canton n'est plus qu'une circonscription électorale.

#### Rattachements électoraux
Pour les élections départementales, la commune fait partie depuis 2014 du canton de Compiègne-2
Pour l'élection des députés, elle fait partie de la cinquième circonscription de l'Oise.

### Intercommunalité
Chelles est membre de la communauté de communes des Lisières de l'Oise, un établissement public de coopération intercommunale (EPCI) à fiscalité propre créé en 2000 soue le nom de communauté de communes du Canton d'Attichy  et auquel la commune a transféré un certain nombre de ses compétences, dans les conditions déterminées par le code général des collectivités territoriales.

### Liste des maires
| Période                                  | Période                       | Identité           | Étiquette | Qualité                                                         |
| ---------------------------------------- | ----------------------------- | ------------------ | --------- | --------------------------------------------------------------- |
| Les données manquantes sont à compléter. |                               |                    |           |                                                                 |
|                                          |                               |                    |           |                                                                 |
| mars 2001                                | 2014                          | Jean-Claude Naudin |           | Secrétaire du SEPOAS                                            |
| 2014                                     | En cours (au 2 décembre 2021) | Christian Deblois  |           | Cadre supérieur (secteur public) Réélu pour le mandat 2020-2026 |

## Équipements et services publics
En 2013, Chelles dispose d'une mairie-école, une salle communale de 60 m2 aménagée dans l'ancien presbytère. d'une salle multifonction de 140 m2 à Bérogne, d'une bibliothèque municipale, un terrain de basket-ball et un autre de pétanque.

### Enseignement
En 2013, les enfants de la commune sont scolarisés avec ceux de Hautefontaine, Saint-Étienne-Roilaye et Croutoy dans le cadre d'un regroupement pédagogique intercommunal doté d'une cantine. d'une garderie et d'un centre de loisirs sans hébergement. L'école de Chelles accueille le cours préparatoire et la classe de CE1.
Les enfants poursuivent leur scolarité au collège de Couloisy et essentiellement le lycée de Compiègne.

## Population et société

### Démographie
Les habitants sont appelés les Chellois.

#### Évolution démographique
L'évolution du nombre d'habitants est connue à travers les recensements de la population effectués dans la commune depuis 1793. Pour les communes de moins de 10 000 habitants, une enquête de recensement portant sur toute la population est réalisée tous les cinq ans, les populations de référence des années intermédiaires étant quant à elles estimées par interpolation ou extrapolation. Pour la commune, le premier recensement exhaustif entrant dans le cadre du nouveau dispositif a été réalisé en 2004.

En 2022, la commune comptait 475 habitants, en évolution de −9,35 % par rapport à 2016 (Oise : +0,87 %, France hors Mayotte : +2,11 %).
| 1793 | 1800 | 1806 | 1821 | 1831 | 1836 | 1841 | 1846 | 1851 |
| ---- | ---- | ---- | ---- | ---- | ---- | ---- | ---- | ---- |
| 259  | 285  | 325  | 349  | 366  | 386  | 401  | 412  | 421  |

| 1856 | 1861 | 1866 | 1872 | 1876 | 1881 | 1886 | 1891 | 1896 |
| ---- | ---- | ---- | ---- | ---- | ---- | ---- | ---- | ---- |
| 394  | 415  | 428  | 398  | 413  | 417  | 400  | 335  | 361  |

| 1901 | 1906 | 1911 | 1921 | 1926 | 1931 | 1936 | 1946 | 1954 |
| ---- | ---- | ---- | ---- | ---- | ---- | ---- | ---- | ---- |
| 356  | 355  | 367  | 358  | 344  | 324  | 280  | 315  | 302  |

| 1962 | 1968 | 1975 | 1982 | 1990 | 1999 | 2004 | 2006 | 2009 |
| ---- | ---- | ---- | ---- | ---- | ---- | ---- | ---- | ---- |
| 269  | 230  | 209  | 267  | 334  | 384  | 412  | 422  | 460  |

| 2014 | 2019 | 2022 | - | - | - | - | - | - |
| ---- | ---- | ---- | - | - | - | - | - | - |
| 521  | 473  | 475  | - | - | - | - | - | - |

En 1793 Chelles avait 259 habitants et atteint 421 en 1851, témoignant de la vilablé de l'économie rurale locale : cultures, prairies. élevage, maraichage, vannerie. La population stagne dès la fin du XIXe siècle, avant de chûter après la Seconde Guerre mondiale, matérialisant ainsi l'exode rural induit par la mécanisation des cultures et l'industrialisation de la France. Depuis les années 1990 le village connaît un développement de population liée à son développement résidentiel et touristique (460 habitants en 2009)

#### Pyramide des âges
La population de la commune est relativement jeune.
En 2018, le taux de personnes d'un âge inférieur à 30 ans s'élève à 31,5 %, soit en dessous de la moyenne départementale (37,3 %). À l'inverse, le taux de personnes d'âge supérieur à 60 ans est de 22,2 % la même année, alors qu'il est de 22,8 % au niveau départemental.
En 2018, la commune comptait 255 hommes pour 235 femmes, soit un taux de 52,04 % d'hommes, largement supérieur au taux départemental (48,89 %).
Les pyramides des âges de la commune et du département s'établissent comme suit.
| Hommes | Classe d’âge | Femmes |
| ------ | ------------ | ------ |
| 0,4    | 90 ou +      | 0,4    |
| 5,3    | 75-89 ans    | 6,2    |
| 16,7   | 60-74 ans    | 15,4   |
| 24,4   | 45-59 ans    | 25,6   |
| 18,3   | 30-44 ans    | 24,7   |
| 11,0   | 15-29 ans    | 11,5   |
| 24,0   | 0-14 ans     | 16,3   |

| Hommes | Classe d’âge | Femmes |
| ------ | ------------ | ------ |
| 0,5    | 90 ou +      | 1,4    |
| 5,5    | 75-89 ans    | 7,6    |
| 15,6   | 60-74 ans    | 16,3   |
| 20,8   | 45-59 ans    | 20     |
| 19,4   | 30-44 ans    | 19,4   |
| 17,6   | 15-29 ans    | 16,2   |
| 20,6   | 0-14 ans     | 19,1   |

### Économie
En 2008, l'activité économique de la commune est marquée par ta prédominance du secteur du commerce. transport et semces divers, qui compte 8 entreprises pour la plupart liées à l'activité touristique (hôtel-restaurant, auberge, chambres d'hôtes. glas ruraux), sans salariés. ainsi que par 4 exploitations agricoles, également sans salariés, qui exploitent une surface agricole utilisée de 454 hectares. la majorité des terres agricoles sont des terres labourables dont la moitié est destiné à la culture céréalière et rentrent dans la catégorie des « grandes cultures ».

## Culture locale et patrimoine

### Lieux et monuments

#### Le palais du Chesne, Palatium Casnum
Ancienne Maison royale fondée par les Mérovingiens aux premiers temps de la conquête de la Gaule par les Francs.
Nous savons qu'elle fut le séjour de nombreux rois à l'époque carolingienne.
Les savants ont ignoré la position exacte pendant plusieurs siècles. La découverte de cette position est due aux recherches de D. Michel Germain au XVIIe siècle. Ce savant a retrouvé les traces du Palatium Casnum entre Bérogne et le Chêne-Herbelot dans des ruines qui n'existent plus. On sait aussi que lors de l'ouragan de 1806 qui abattit le chêne Herbelot de l'époque, on retrouva en dégageant ces racines, des pans de mur alignés sur l'ancien chemin de Chelles à Crépy. Dans la deuxième moitié du XXe siècle, avec la mécanisation de l'agriculture et des labours de plus en plus profonds, les agriculteurs de Chelles remontaient de temps à autre, près de cet endroit, des blocs de pierre taillés qui auraient pu avoir servi a des ouvrages maçonnés. Le promeneur d'aujourd'hui, sachant à quel point les rois de cette époque reculée aimaient la chasse, n'aura aucun mal à imaginer que cet emplacement devait être pour eux idyllique. La vue sur les forêts voisines de Retz et de Compiègne (vestige de l'antique forêt de Servais allant du Parisis au Laonnois, défrichée par les Lettes aux IIIe et IVe siècles de notre ère) est saisissante du nord-ouest au sud-est. La vue sur l'est, au-dessus de Bérogne et du vallon du Vandy, sur la montagne de Soissons est dégagée sur de nombreux kilomètres.
Ce palais doit être mis au nombre des maisons royales de second ordre.
Il n'a en effet pas eu l'importance des palais de Cuise à Saint-Jean-au-Bois ou de Verberie près de Compiègne et l'appareillage de sa construction devait être autant en bois qu'en pierre ce qui explique aussi toutes les difficultés que nos historiens et archéologues ont eu au cours des derniers siècles à en retrouver des vestiges.
Voici les traces écrites qui nous sont parvenues :
En l'an 855, le roi Charles le Chauve passa quelque temps au palais de Chesne. Ce séjour nous est connu par une charte qu'il y data et que D. Bouquet a insérée dans sa collection (Recueil, Hist.Gaul. tom 8 p. 544).
À la mort de Charles le Chauve en 877 (devenu empereur d'Occident deux ans auparavant), son fils Louis le Bègue, qui était à Orville, se rendit à Compiègne et, conseillé par Hincmar, archevêque de Reims et ancien abbé de Saint-Corneille, convoqua les grands vassaux. Cette réunion eut lieu au palais du Chesne. La veuve du défunt empereur, Richilde, sœur de Boson duc de Provence, y vint d'Italie. Elle apportait à Louis le Bègue l'acte par lequel son père, avant de mourir, lui avait transmis ses droits sur le royaume. Elle lui remit également l'épée dite de saint Pierre, le manteau royal, la couronne et le sceptre. Les grands vassaux, réunis au palais du Chesne reconnurent Louis le Bègue comme roi et exigèrent du nouveau souverain le maintien de leurs privilèges. Les prélats présentèrent à Louis le Bègue cette requête : « Nous vous prions de nous accorder que, conformément au premier capitulaire, lequel, d'accord avec ses fidèles et les vôtres et les légats du siège apostolique, votre seigneur empereur a très récemment, à Kiersy (Quierzy-sur-Oise), déclaré devoir par vous et par lui observé, vous nous gardiez à nous et aux églises, qui nous sont confiées le privilège canonique de nos droits légitimes et que vous nous donniez protection, telle qu'un Roi la doit avec justice, en son royaume, à chaque évêque et aux églises qui lui sont confiées ». Le roi accorda ce que lui demandaient les prélats. On exigea ensuite de Louis le Bègue qu'il se déclara roi « par la miséricorde de Dieu et l'élection du peuple ». La déclaration suivante fut signée par le souverain : « Moi, Louis, établi par la miséricorde de Dieu et l'élection du peuple, je promets, prenant en témoignage l'église de Dieu, à tous les ordres, à savoir les évêques, prêtres, chanoines et nonnes, de leur garder en leur entier les règlements écrits par les pères du peuple, dont, par la miséricorde de Dieu, le gouvernement m'a été confié en l'assemblée générale de nos fidèles, les lois et statuts, conformément à ce qu'ont inséré dans leurs actes les rois et empereurs qui m'ont précédés et ont ordonné de tenir inviolablement et observer à jamais ». Louis, proclamé roi à l'assemblée du Palais de Chène, fut sacré à l'abbaye de Saint-Corneille à Compiègne par Hincmar. Le pape Jean VIII le sacra de nouveau au concile de Troyes. Deux ans plus tard, Louis le Bègue mourait à Compiègne.
Les Normands saccagèrent et détruisirent le palais de Chesne au cours du Xe siècle. Il fut délaissé.
Il y avait un châtelain ou gouverneur au Palais de Chesne qui avait pour mission de le défendre quand les rois n'y séjournaient pas. Les seigneurs de Bérogne avaient cette charge. Le palais du Chesne détruit, ils se partagèrent entre chevaliers les biens qui avaient appartenu au domaine. On sait qu'Oger de Bérogne s'installa quelques kilomètres plus à l'est sur un lieu escarpé plus facilement défendable, Pierrefonds. Sa descendance se mêla avec la famille des seigneurs de Quierzy-sur-Oise, dont la grande maison royale fut aussi saccagée et détruite par les Normands. De là naquirent les puissants seigneurs de Pierrefonds, dont Nivelon 1er né au tout début de XIe siècle nous est bien connu sur les ruines du palais de Chesne.

#### Église Saint-Martin
L'église Saint-Martin est construite entre 1140 et 1150, elle comprend alors une nef de cinq travées avec bas-côtés et un chœur formé d'une travée droite et d'une abside en hémicycle.
Remanié à plusieurs reprises, notamment au XIXe siècle, sa façade est la partie la plus récente tandis que la nef est du style ogival. On y relève des constructions du XIe siècle. Le clocher carré, placé sur le cœur, laisse voir sur chaque face deux fenêtres accouplées, à boudins et dentelures, ou la pointe de l'ogive est à peine sensible. On lit sur les vitraux les dates de 1539, 1555, 1574 et 1578. L'ensemble de cet édifice a trente mètres de longueur totale sur treize mètres de largeur. Son retable du XIIe siècle illustre la Passion et la Résurrection du Christ.

#### Autres éléments du patrimoine
On peut également signaler :
- La nécropole mérovingienne de près de deux mille tombes mise a Jour en 1863 dans le parc de l'ancien château ; les résultats des fouilles figurent au musée de Saint Germain en Laye.
- La tour du XVe siècle  : Seule partie restante du château construit au XVe siècle  et démoli au XVIIIe siècle, elle est dotée d'un toit conique en pierre, avec des fenêtres étroites divisées par un meneau transverse, et est située près de l'église. Donnée à la commune par son propriétaire en 2017, celle-ci cherche à la rénover et en faire un lieu d'exposition[33],[34].
- Le Moulin du Relais Brunehaut qui témoigne de l'activité importante du ru durant les siècles (activité de broyage du blé et de la fabrication de l'huile par tes moulins, flottage du bols, réserve de pêche, vannerie...), ruines du Moulin de Chelles, à Vichelles..
- La Ferme du Roy.
- La grange dîmière ou prieuré de Moines rouges.
- Maisons de pierre et à  pas de moineau caractéristiques des maisons du Soisssonnais des XIXe et début du XXe siècle..
- Monument aux morts[35]
- Outre le chemin de grande randonnée GR 12, des circuits pédestres/VTT sont aménagés sur le territoire communal.

### Sites archéologiques
La Direction régionale des affaires culturelels a repéré plusieurs sites archéologiques dans la commiune :
- Les Houies : site repéré par M. Margot en 1985. correspondant à un site d'habitat protohistorique et gallo-romain ;
- Le Camp des Sarrasins /Le Parc/ Le Bois du Chapitre : Vaste nécropole du Haut Moyen Âge connue dès le XVIe siècle
- Le village : emplacement du château médiéval, détruit en 1770.
- La Chaussée Brunehaut, voie romaine de Senlis à Soissons.
- Le Chêne Herbelot est l'emplacement présumé de la maison royale carolingienne « le Palais de Chesne »
- Le Hameau de Bérogne / Coteau de ta Croix Rouge / Derrière la Chapelle Saint-Supplice, où l'on a trouvé au XIXe siècle des sarcophages Gallo-romains et du Haut Moyen Âge.

### Personnalités liées à la commune
- Cut Killer, pseudonyme d'Anouar Hajoui (1971- ), disc-jockey et acteur franco-marocain qui anime sa propre émission de radio Cutkiller Show depuis une quinzaine d'années sur Skyrock et a notamment intégré les DJ Big Dawg Pitbulls de Funkmaster Flex et les Shadyville DJ’s de 50 Cent, est né à Chelles[36].

## Pour approfondir